# Scenografie

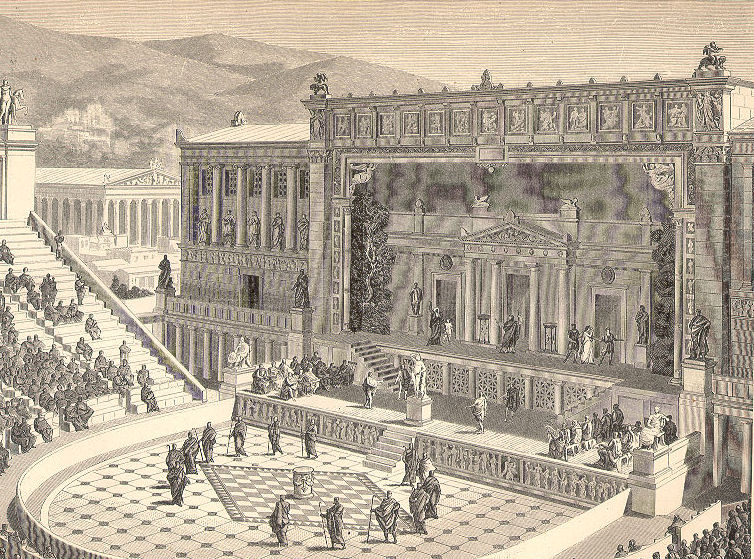
Dionysustheater

Scenografie is het ontwerpen van en beslissen over alle onderdelen van een toneelproductie die de scène maken tot wat ze moet zijn om de correcte sfeer van de voorstelling te bewerkstelligen, dit alles in overleg met de regisseur. De scenografie is het vak van de theatervormgever, ook scenograaf genoemd.
Ontwerp en keuze van rekwisieten, kostumering, decorontwerp, belichting, achtergrondgeluid, de grafische vormgeving, de routing, etc. behoren tot de uitgebreide verantwoordelijkheden van de scenograaf.
In Nederland zijn er verschillende mogelijkheden om tot scenograaf te worden opgeleid, bijvoorbeeld aan de Toneelacademie Maastricht, de kunstacademie te Utrecht en te Groningen. In Amsterdam is aan de Amsterdamse Hogeschool voor de Kunsten sinds 2007 de opleiding scenografie te volgen.
In België kan men scenografie studeren aan de faculteit Architectuur en Kunst van de universiteit van Hasselt.